# 耀皮玻璃
上海耀皮玻璃集團股份有限公司，簡稱上海耀皮玻璃集團股份、上海耀皮玻璃集團，以及上海耀皮玻璃（英語：SYP Glass Group Company Limited，上交所：600819/900918，简称：耀皮玻璃/耀皮B股），在1983年由上海耀華玻璃廠与英國最大玻璃製造商皮爾金頓集團股份有限公司共同设立，前身為「上海耀華皮爾金頓玻璃股份有限公司」，也是當時最早的中英合資公司。
而現時業務為研发和制造各种低辐射镀膜玻璃、太阳能电池玻璃和节能中空玻璃，地區包括上海、天津、广东等。總部位於上海市浦东新区莲溪路1210号1号楼。董事長為林益彬，總裁為李亮佐。
而股份分別在1993年12月10日和1994年1月28日於上海證券交易所B股（美元結算）及A股（人民幣結算）上市。目前上海建筑材料（集团）总公司為主要大股東，其次是皮尔金顿国际控股公司 BV、中国复合材料集团有限公司（中國建築材料集團有限公司旗下）等。2016年，公司签订了北京“中国尊”项目。该项目建筑总高528米，建成后将是北京市最高的地标建筑。

## 連結
- SYPGlass.com